# Grzegorz Schetyna
Grzegorz Juliusz Schetyna (Opole, 18 de fevereiro de 1963) é um político polaco. Foi eleito para a Sejm em 25 de Setembro de 2005 com 14978 votos em 1 no distrito de Legnica, candidato pelas listas do partido Platforma Obywatelska.
Ele também foi membro da Sejm 1997-2001, Sejm 2001-2005, Sejm 2005-2007, Sejm 2007-2011, Sejm 2011-2015, Sejm 2015-2019, Sejm 2019-2023 e Senat 2023-2027.